# 札穹

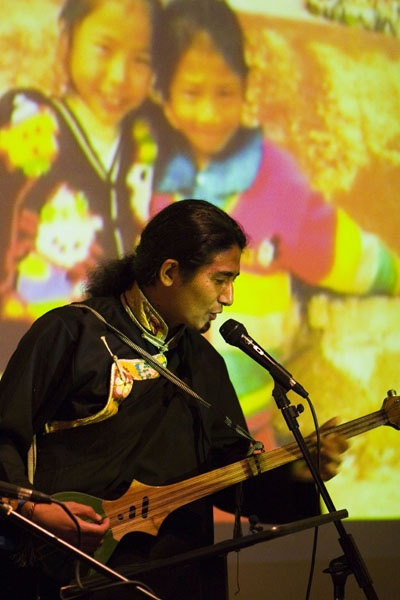

札穹（英文：Techung）原名萨卓·扎西顿珠（英文：Tashi Dhondup Sharzur），他将其童年的绰号Techung为艺名一直沿用。西藏歌手，词曲创作者，图伯特传统音乐传人。现代国际巡回乐队拉萨魂（Lhasa Spirits）的组建者。

## 经历
系流亡藏人第二代，成长于印度的流亡藏人社区，9岁到26岁期间在达兰萨拉的图伯特表演艺术学院（TIPA）作为学生和表演艺术家研习音乐，擅长演奏多种西藏传统乐器，1989年后移居美国亚特兰大，并创立Chaksampa图伯特舞蹈和歌剧公司，在美洲、欧洲和亚洲表演传统藏戏，以保存和发展西藏传统声乐和器乐。
代表作《雪山狮子》、《Lama Khen》等。其曲风别具一格，有图伯特传统吟唱的韵味，一些作品被具有西藏题材的纪录片选作配乐。

## 专辑和活动
2008年12月10日在台湾举办“自由之音•西藏之声”音乐会。为唤醒流亡西藏社会对儿童图伯特传统文化的教育以及藏人的身份认同，他于2010年发行专辑《Semshae-Heart Songs》，其中包含的16首歌曲均为儿歌，作者在接受媒体采访时表示，此张专辑旨在让流亡藏人们不要被外来环境同化，时刻清晰地知道自己是西藏人。